# سید جواد کبیری
سید جواد کبیری سیاست‌مدار ایرانی بود، که در  دوره بیست و یکم  بعنوان نماینده ایلام در مجلس شورای ملی حضور داشت.